# 吉姆·麦克米利安
詹姆斯·M·“吉姆”·麦克米利安（英語：James M. "Jim" McMillian，1948年3月11日—2016年5月16日），美国NBA联盟前职业篮球运动员。他在1970年的NBA选秀中第1轮第13顺位被洛杉矶湖人选中。
在Thomas Jefferson High Scool有令人驚異的表現後，麥克米蘭持續地在哥倫比亞大學參加大學籃球隊，並在1968年、大學二年級時帶領哥倫比亞創下63勝14敗大關以及最後一次在NCAA錦標賽出賽的表現。該次賽程，哥倫比亞大學籃球隊以東區季軍作收，並且以全國第六名結束該次1967-68的賽季。
麥克米蘭同時於NBA1970年選秀會上被洛杉磯湖人以第一輪第13順位及美國籃球協會(ABA)紐約籃網隊在第一輪選中。他選擇了湖人隊，並為其效力3個球季，總共攻下3714分、1299個籃板、563個助攻，平均每場15.3分、5.4籃板、2.3助攻。
1972年以季後賽每場平均19.1分的表現，幫助湖人進入當年總冠軍賽。麥克米蘭是該季湖人得以創下33場連勝紀錄的關鍵人物。當時僅是第二個球季的他，取代艾爾金·貝勒(Elgin Baylor)小前鋒的位置，隊伍便隨即達成他們的連續勝利。
隨著威爾特·張伯倫退休，湖人隊為了尋求中鋒便以麥克米蘭向水牛城勇士隊交易，換來Elmore Smith。其後，麥克米蘭先後效力紐約尼克及波特蘭拓荒者。
在職業生涯最後兩年，麥克米蘭移居義大利並為Sinudyne Bologna效力兩個球季。
吉姆·麥克米蘭於2016年5月16日死於心臟衰竭併發症。